# Ecnomina chorisis
Ecnomina chorisis là một loài Trichoptera trong họ Ecnomidae. Chúng phân bố ở miền Australasia.